# Раздольное (Шимановский район)
В Амурской области также есть сёла Раздольное в Мазановском районе и Раздольное в Тамбовском районе.
Раздо́льное — село в Шимановском районе Амурской области, Россия.
Входит в Малиновский сельсовет.

## География
Село Раздольное расположено в 10 северо-восточнее от города Шимановск.
В 5 км западнее Раздольного проходит федеральная трасса Чита — Хабаровск.
Расстояние до административного центра Малиновского сельсовета села Малиновка — около 8 км (на юг).
На восток от окрестностей Раздольного идёт автодорога на правый берег Зеи к селу Чагоян.
На север от окрестностей Раздольного идёт автодорога к селу Базисное.

## Топонимика
Название Раздольное (от раздолье — «простор, широкое свободное пространство») могло быть перенесено с Украины, но отражало и местоположение села — на широком вольном раздолье, сейчас оно отражает величину (вернее длину) села, протянувшегося длинной полосой вдоль авто- либо ж/д трассы более чем на десяток километров. Село основано в 1913 г. под называнием Балабуевка — по фамилии первого поселенца Балабуева, современное название с 1947 г.).

## Население
| 2002 | 2010 | 2012 | 2013 | 2014 | 2015 | 2016 |
| ---- | ---- | ---- | ---- | ---- | ---- | ---- |
| 54   | ↘42  | ↘41  | ↗47  | ↗49  | ↘48  | ↘44  |
| 2017 | 2018 |      |      |      |      |      |
| ↘43  | →43  |      |      |      |      |      |